# Temelucha exilis
Temelucha exilis là một loài tò vò trong họ Ichneumonidae.